# エイレナイオス
エイレナイオス（希: Εἰρηναῖος, 130年頃 - 202年）は、古代のキリスト教の理論家（教父）、司祭、教会博士である。リヨンのエイレナイオスとも呼ばれる。ラテン語ではイレナエウス（Irenaeus）といい、その奪格形(Irenaeo)の教会式発音に基づいて日本のカトリック教会ではリヨンの聖イレネオや聖イレネオ司教殉教者などと呼ぶ。日本ハリストス正教会ではリオンの聖致命者イリネイと呼ぶ。また、 エイレナイオスという名前は、ギリシャ語で「平和」を意味する言葉に由来している。
正教会・カトリック教会・聖公会・ルーテル教会で聖人である。カトリック教会での記念日は6月28日。正教会での記憶日は8月23日（ユリウス暦使用教会ではグレゴリオ暦9月5日に相当）。

## 生涯
エイレナイオスは小アジアのスミルナに生まれ育った、おそらくギリシア人であろう。若いころ、ポリュカルポスの教えを受け、経緯不明ながらガリアに赴いた。ルグドゥヌム（現在のリヨン）で司祭として働いている時、モンタノス派の問題について検討するため、リヨンからローマへ派遣された。リヨンに戻ると、殉教した司教フォティヌスの後継者として司教に選ばれた。
エイレナイオスは哲学的思索や解決困難な神秘の探究に特別な関心を持っていたわけではなく、自分の教会の信徒をキリスト教的生活と信仰へと導くことにあった。したがって、その著作の中で、壮大な思索の高みに到達しようとするのではなく、分かりやすく異端を反駁し、信じる者たちを教え導こうとする。現存する著作『異端反駁』と『使徒たちの使信の説明』に共通しているのは、彼が独自の思索が展開されているのではなく、教師たちから受け継いだ信仰の教えが論述されており、２世紀末における教会の信仰がどのようなものであったかを知ることができる貴重な資料となっている。
復活祭をいつ祝うかが地域によって違っていたことから始まった復活祭論争では、ローマのウィクトル1世の強硬姿勢については他の司教達と批判する一方で、小アジアの教会に対しては復活祭を日曜日に祝うよう説得。こうした調停の役割を果たしたことはのちにエウセビオスに賞賛された。
最初期のキリスト教理論家のひとりであり、ルグドゥヌムの迫害に際して、キリスト教を擁護する著述を残した。

## 神学と功績
エイレナイオスの功績はいくつかある。異端反駁においてグノーシス主義を批判した一人であり、救済史という神学を示した最初の人物である。それだけではなく、統一されたカトリック（普遍的な）教会が出現することができた、貢献者の一人であると教会の歴史家から認められている。

### カトリック（普遍的な）教会
エイレナイオスは、グノーシス主義と論争する上で、カトリック(普遍的)教会とは何を指すものであるのか定義付けを行っている。
この基準は以下の3つの通りである。
1. 指導者達の権限は、使徒達が教えた教義と同じ教義を教えていることに基づいている。
2. (使用する)聖典は、2つの証で構成されている。これは預言者達と使徒達によって書かれている。
3. (使用する)聖典は、幻想的な物語や宇宙の神話ではなく、初期の信条に要約された使徒的説教に照らして解釈される。

・カトリック(普遍的)教会の定義1番について
エレナイオスは異端反駁内において、どの教会へ行っても教えていることは同じであり、違うことを教えたり、伝えたりはしないことを述べている。
「私がすでに観察したように、この説教とこの信仰を受けた教会は、全世界に散らばっていますが、まるで一軒の家を占領しているかのように、丁寧にそれらを保存しています。彼女はまるで自分がたった一つの魂、一つの同じ心を持っているかのようにこれらを信じ、宣言し、教えます。それは彼女がただ一つの口を持っているかのように完全に調和させて伝えています。なぜなら、世界の言語は異なっていますが、それでも伝統の重要性は一つであり、同じです。
ドイツに植えられた教会は、何か違うことを信じたり、伝えたりすることはありません。スペインの教会、ガリアの教会、東の教会、エジプトの教会、リビアの教会、 世界の中央地域に設立されました。
神が創造した太陽は一つであり、全世界で共通しています。ですから、真理の説教も至る所で輝いており、真理を知ることをいとわないすべての人を啓発します。また、教会の支配者の誰も、彼が雄弁さの点で非常に才能があるとしても、これらと異なる教義を教えません（誰も主よりも偉大ではないからです）。 また、その一方で、表現力が不足している人であっても、伝統に傷を負わせることはありません。信仰は常に一つであり、同じであるため、長時間話すことができる人でも、いくらか追加して話す人でも、ほとんど何も話すことができない人であっても、伝統を損ねることはありません」(IRENÆUS AGAINST HERESIES. book1 Chap. x.—Unity of the faith of the church throughout the whole world)
・カトリック(普遍的)教会の定義2番について
エイレナイオスは聖書の正典を確立する上で、重要な人物の一人だった。エイレナイオスは正典と見なすべき基準を、使徒たちが持っていたものへと戻り、それをイエス自身の言葉と決定することだった。そして、これが正統派とは何かについてを決定づけた。
エイレナイオスは、現在のキリスト教が認識していることと同じ意味合いで、「新約聖書」という用語を最初に使用した人である。そして、2つの証の一つは、今で言う旧約聖書を指しており、もう一つは新約聖書である。エイレナイオスの時代は、新約聖書に含められる書簡ははっきりと決まっていなかった。ただ、その書は神聖なのだという認識を持っていた。そして、この新約聖書は、使徒達と密接な関係があるものでなければならない、と考えられた。
・カトリック(普遍的)教会の定義3番について
聖書の解釈の仕方は、信仰のルールとして知られている、バプテスマを受ける際の信条に照らし、解釈する必要がある、ということである。これは、現在使徒信条と呼んでいるものの前身である。それゆえ、「この信条は、使徒達が常に宣言していた形で、キリスト教の正確な要約として役立った」のである。
エイレナイオスが反駁したグノーシスは、使徒信条が持つイエスへの信仰と大きく異なっており、使徒信条に見られる基本的なルールに基づいて真理を参照することにより、信仰者は正しく聖書を理解していることを確認することができた。

### 救済史
エイレナイオスは、現在のキリスト教が持つ聖書観、神の似姿で人類は創造され、堕落しイエスによって回復された、という神による人類の救済史を最初に描いた人物であり、この救いについての理解は、エイレナイオスが打ち立てた偉業の一つである。
それだけではなく、贖いという神学、イエスは第二のアダムである、という見方もエイレナイオスによって、初めて示された神学であった。エイレナイオスは、イエスをアダムの罪から人類を救うために来られ、肉を持った神の子として描いた。この観点は、現在の福音主義が見ているイエスと同じものである。
何故このような見方をエイレナイオスがしたかというと、多くの人がイエスを「魔術師、教祖、天使、または預言者であると主張する人」がいたからである。
エイレナイオスは異端反駁で神についてこう述べている。
「神はすべてのものを創造した唯一全能の神」であり、「マルキオンが想定したような第二の神もいない」「しかし、唯一の神であり、創造主がいる」「息子は父と永遠に共存し、古くから、いや、最初から、常に父を天使、大天使、権力、美徳、そして神が明らかにされるべきであると、彼が望むすべての人に明らかにします」(Against Heresies　Book2　チャプター30：9)と。
エイレナイオスによる三位一体への貢献については、三位一体を参照。

## 著作
- 『異端反駁』 - 「キリスト教教父著作集 エイレナイオス 1-5」、教文館。グノーシス主義を論駁するための文書。
- 『使徒たちの使信の説明』 - 「中世思想原典集成 １ 初期ギリシア教父」平凡社に所収。教会の人々に信仰の要点と根拠を教える文書。